# Melitaea africafelix
Melitaea africafelix är en fjärilsart som beskrevs av Felix Bryk 1940. Melitaea africafelix ingår i släktet Melitaea och familjen praktfjärilar. Inga underarter finns listade i Catalogue of Life.